# Parroquia de San Torcuato (Zamora)
La parroquia de San Torcuato es una parroquia del arciprestazgo de Zamora-ciudad, perteneciente a la diócesis de Zamora.

## Historia
A comienzos del siglo XX, estaban comprendidas dentro de la parroquia las iglesias de San Torcuato y San Esteban y las capillas de la Preciosa Sangre y Carmen Extramuros. Aparece descrita en La provincia de Zamora: guía geográfica, histórica y estadística de la misma (1905) de Felipe Olmedo y Rodríguez con las siguientes palabras:

Parroquia de San Torcuato.—La línea de su circuito comprende los números 21 y 42 de la calle de Santa Clara; desciende por ésta á la de Cortinas hasta la de San Miguel, y en dirección de ella tuerce á la muralla, desde la cual se dirige en línea recta al puente de Villagodio, buscando por la carretera de Toro los términos del territorio de Zamora, por los cuales corre al Norte y Oeste hasta la carretera de Villalpando; vuelve por ésta á Zamora, comprende la estación del ferrocarril y sube por el límite Oeste de la Plaza de Toros á tocar en la esquina de la muralla de la ronda de Santa Ana; desciende luego por la muralla hasta el punto correspondiente al extremo de la calle de Descuernavacas, é internándose en la población, toca el límite Oeste de la plaza de San Antolín y toma luego la calle Larga desde el Camarín para entrar por la de Zurriaga hasta tocar la de Riego, y comprende la de San Torcuato desde los ángulos que ésta forma con la de Santiago, dirigiéndose por la del Estudio al punto de partida en la calle de Santa Clara. Su circuito comprende la iglesia de San Esteban, que es su ayuda de parroquia, la capilla de la Preciosa Sangre y la del Carmen extramuros, sujetas á dicha matríz.
(Olmedo y Rodríguez, 1905, p. 93)

En la actualidad, la parroquia pertenece al arciprestazgo de Zamora-ciudad, integrado dentro de la diócesis de Zamora, y tiene por encargado a Luis Fernando Toribio Viñuela.